# Branden i Grenfell Tower
Branden i Grenfell Tower brød ud onsdag den 14. juni 2017 i London-bydelen Kensington kort før klokken 1 lokal tid. Branden startede på en af de nederste etager af Grenfell Tower - et 70 meter højt bolighøjhus på 24 etager. Branden spredte sig hurtigt til de øvrige etager og resulterede i 71 omkomne og 74 tilskadekomne. Stuart Cundy fra the Metropolitan Police oplyste endvidere den 16. juni, at seks af de omkomne blev fundet nedenfor bygningen, mens én døde på hospitalet. Desuden savnedes 70 personer.
Hundredvis af brandfolk og 45 brandbiler blev indsat til at slukke branden. Ca. 40 familier måtte tilbringe natten i krisecentre.
Man skønnede, at der på tidspunktet for branden befandt sig op til 600 personer i de 120 lejligheder (med et eller to soveværelser). Bygningen var renoveret i 2016, hvor der blandt andet blev tilføjet ny facadebeklædning, som menes at have bidraget til den hurtige spredning af branden.
Den 30. juni, godt 14 dage efter branden, trådte Byrådsformanden for Kensington og Chelsea; Nick Paget-Brown tilbage fra posten. Han havde været under konstant og forøget pres for at trække sig, bl.a. fra Londons borgmester.
Efterforskningen viste, at branden var startet i et defekt køleskab i en af højhusets lejligheder, og at branden efterfølgende havde spredt sig såvel indvendigt som udvendigt. Brandspecialister konkluderede i 2018, at den altafgørende årsag til brandens katastrofale omfang var en nylig renovering af huset, der havde medført, at facaden var uden brandmodstandsevne.

## Årsag og brandsikkerhed
Allerede i 1999 var der tvivl om brandsikkerheden i Grenfell Tower. Umiddelbart efter branden kritiserede Londons borgmester Sadiq Khan bygningens sikkerhedsforanstaltninger, der ved brand rådede folk til at forblive i deres lejlighed.
Branden medførte en generel diskussion om brandsikkerheden i højhuse.
"Grenfell Action Group" advarede allerede i 2013 ejeren af bygningen, Royal Borough of Kensington og Chelsea (RBKC) og "Kensington and Chelsea Tenant Management Organisation", om bygningens mulige sikkerhedsmæssige risici, hvilket dog blev ignoreret.
Den 16. juni oplyste politiet i London, at intet tydede på, at branden var påsat. Samtidig oplystes det, at Storbritanniens premierminister, Theresa May, havde bestilt en gennemgribende og åben undersøgelse af branden, ligesom Scotland Yard havde åbnet en undersøgelse.
Efterfølgende viste efterforskningen, at branden var startet af et defekt køleskab i en lejlighed.
I april 2018 viste et rapportudkast lavet af brandspecialister fra British Research Establishment (BRE Global), at den altafgørende årsag til brandens katastrofale omfang var den renovering, herunder af facaden, som den 70 meter høje bygning gennemgik mellem 2014 og 2016.